# Nakamura Hiroki
Hiroki Nakamura (sinh ngày 7 tháng 4 năm 1974) là một cầu thủ bóng đá người Nhật Bản.

## Sự nghiệp câu lạc bộ
Hiroki Nakamura đã từng chơi cho JEF United Ichihara.